# Dampierre-sur-le-Doubs
Dampierre-sur-le-Doubs ist eine französische Gemeinde mit 452 Einwohnern (Stand: 1. Januar 2022) im Département Doubs in der Region Bourgogne-Franche-Comté.

## Geographie
Dampierre-sur-le-Doubs liegt auf 306 m, etwa sieben Kilometer südwestlich der Stadt Montbéliard (Luftlinie). Das Dorf erstreckt sich am südlichen Talrand des Doubs gegenüber von Bavans, am Nordrand der äußersten Höhenzüge des Juras.
Die Fläche des 3,16 km² großen Gemeindegebiets umfasst einen Abschnitt des Doubstals. Die nördliche Grenze verläuft entlang dem Doubs, der hier mit mehreren Windungen in einer ungefähr 1,5 Kilometer breiten flachen Talniederung nach Westen fließt und von der Wasserstraße des Rhein-Rhône-Kanals begleitet wird. Zwischen dem Fluss und dem Kanal befinden sich mehrere Baggerseen. Vom Flusslauf erstreckt sich das Gemeindeareal südwärts über die Talaue auf die Terrasse von Dampierre, die aus eiszeitlichen Flussablagerungen besteht. Nach Süden leitet eine Geländestufe von rund 80 bis 100 m Höhe zur angrenzenden Tafeljurahochfläche über. Das Hochplateau ist teils von Acker- und Wiesland bedeckt, zeigt aber auch einige größere Waldflächen (Bois de Dampierre und Bois des Murgers). Hier wird mit 458 m die höchste Erhebung von Dampierre-sur-le-Doubs erreicht. Ganz im Süden reicht das Gebiet in das Talsystem Les Combes.
Zu Dampierre-sur-le-Doubs gehört die Siedlung Les Petits Bans (435 m) auf der Hochfläche südlich des Doubstals. Nachbargemeinden von Dampierre-sur-le-Doubs sind Bavans im Norden, Berche im Osten, Mathay und Écot im Süden sowie Étouvans im Westen.

## Geschichte
Verschiedene Funde weisen darauf hin, dass das Gemeindegebiet von Dampierre-sur-le-Doubs bereits in vorgeschichtlicher Zeit und während der Römerzeit besiedelt war. Aus der Merowingerzeit zeugt ein Friedhof. 
Bereits im Jahr 1040 wurde Dampierre Hauptort einer kleinen Herrschaft, welche auch Étouvans und Berche umfasste. Die Herrschaft kam im 14. Jahrhundert unter die Oberhoheit der Herren von Neuchâtel. Im Rahmen des Dreißigjährigen Krieges wurde die Burg Dampierre am 24. Juni 1637 von schwedischen Truppen in Brand gesteckt. Zusammen mit der Franche-Comté gelangte das Dorf mit dem Frieden von Nimwegen 1678 an Frankreich. Heute ist Dampierre-sur-le-Doubs Teil des Gemeindeverbandes Pays de Montbéliard Agglomération.

### Bevölkerungsentwicklung
| Jahr                       | 1962 | 1968 | 1975 | 1982 | 1990 | 1999 | 2006 | 2013 | 2022 |
| Einwohner                  | 323  | 315  | 391  | 474  | 536  | 494  | 502  | 475  | 452  |
| Quellen: Cassini und INSEE |      |      |      |      |      |      |      |      |      |

Mit 452 Einwohnern (Stand 1. Januar 2022) gehört Dampierre-sur-le-Doubs zu den kleinen Gemeinden des Départements Doubs. Nachdem die Einwohnerzahl in der ersten Hälfte des 20. Jahrhunderts stets im Bereich zwischen 200 und 310 Personen gelegen hatte, wurde von 1950 bis 1990 ein deutliches Bevölkerungswachstum verzeichnet. Danach wurde ein jedoch wieder ein leichter Rückgang um rund 8 % registriert.

## Sehenswürdigkeiten
Leicht erhöht auf einem Vorsprung über dem Doubstal steht die Dorfkirche St. Peter und Paul, die ursprünglich auf einen mittelalterlichen Bau zurückgeht. Der heutige Bau stammt von 1722 und besitzt eine reiche Innenausstattung. Am Fuß des Felsvorsprungs befindet sich eine Lourdesgrotte. Von der ehemaligen Burg sind nur noch wenige Überreste sichtbar. Im Ortskern sind einige Bauernhäuser im traditionellen Stil der Franche-Comté aus dem 17. bis 19. Jahrhundert erhalten.

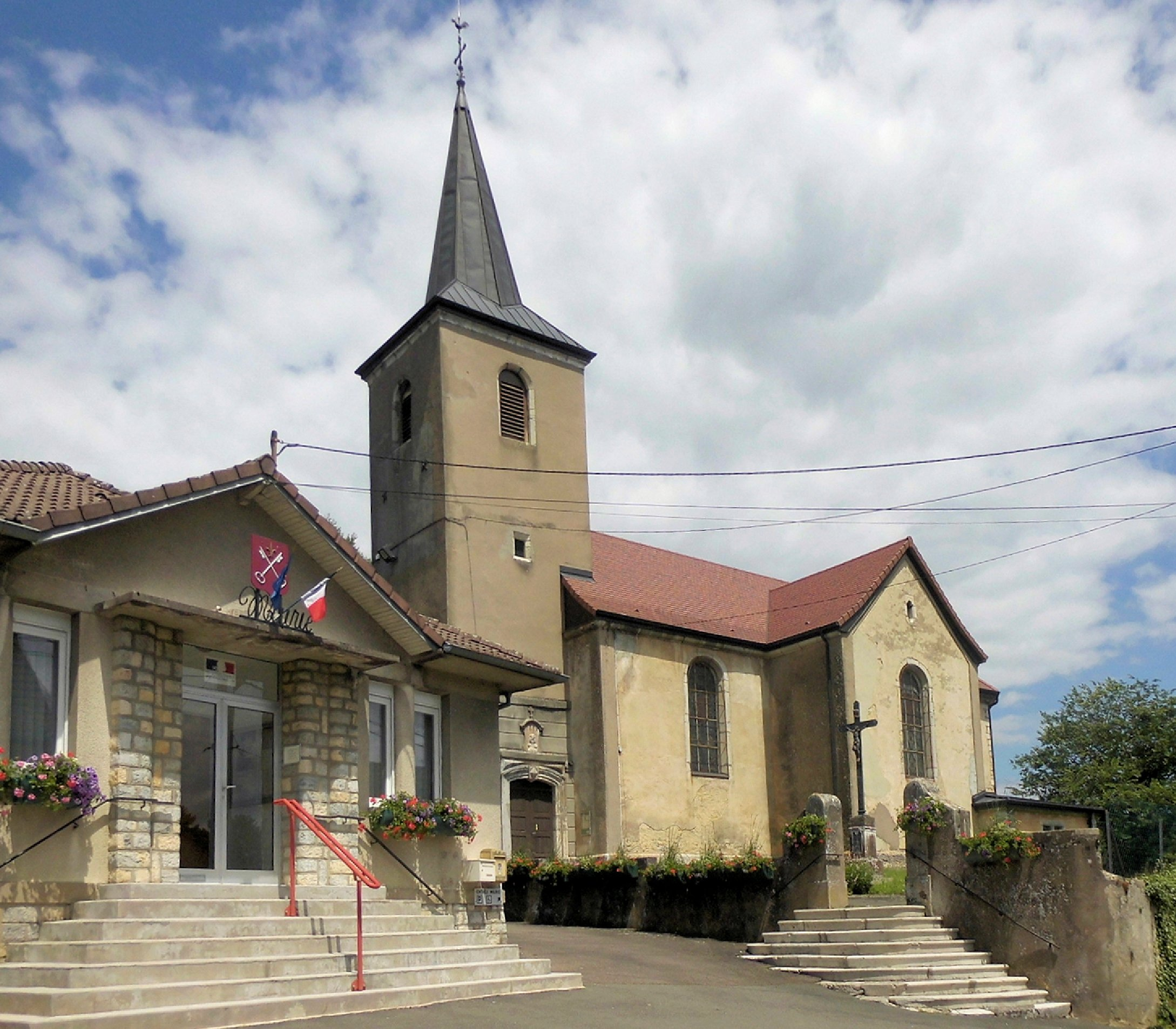
Kirche St. Peter und Paul
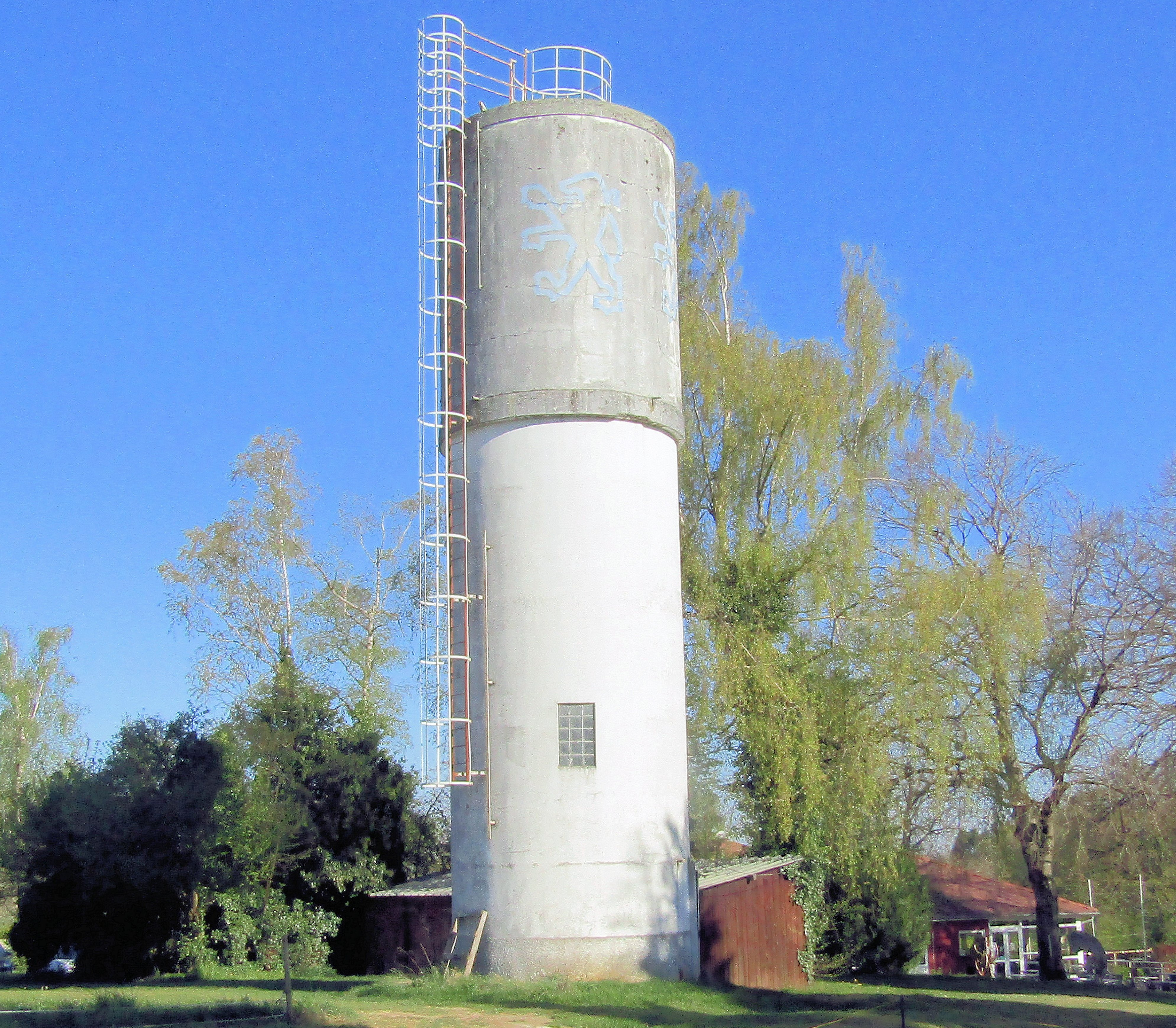
Wasserturm

## Wirtschaft und Infrastruktur
Dampierre-sur-le-Doubs war bis ins 20. Jahrhundert hinein ein vorwiegend durch die Landwirtschaft (Ackerbau, Obstbau und Viehzucht) geprägtes Dorf. Daneben gibt es heute verschiedene Betriebe des lokalen Kleingewerbes, darunter ein Unternehmen, das Leitern verschiedener Art herstellt. Mittlerweile hat sich das Dorf auch zu einer Wohngemeinde gewandelt. Viele Erwerbstätige sind deshalb Auspendler, die in der Agglomeration Montbéliard ihrer Arbeit nachgehen.
Die Ortschaft ist verkehrstechnisch gut erschlossen. Sie liegt an einer Departementsstraße, die von Colombier-Fontaine nach Voujeaucourt führt. Der nächste Anschluss an die Autobahn A36, welche das Gemeindegebiet durchquert, befindet sich in einer Entfernung von ungefähr sechs Kilometern. Eine weitere Straßenverbindung besteht mit Étouvans.

## Persönlichkeiten
- Lucien-Émile Mossard (1851–1920), römisch-katholischer Ordensgeistlicher und Apostolischer Vikar von West-Cochin
- Henri Jeannin (1872–1973), Automobilrennfahrer und Unternehmer